# Niğde
Niğde – miasto w Turcji położone w Anatolii Centralnej, w prowincji Niğde, której jest stolicą. Liczba ludności w 2000 roku wynosiła 78 088 mieszkańców.